# Broomeiaceae
Broomeiaceae is een botanische naam, voor een familie van schimmels. Een familie onder deze naam wordt pas vrij recent erkend.
Het is een kleine familie, in de orde Agaricales: de familie telt slechts één geslacht, namelijk Broomeia.